# Maria di Gothia
Maria di Gothia (fl. XV secolo) fu la prima moglie di Davide II di Trebisonda, ultimo imperatore di Trebisonda, che sposò nel 1426.

## Biografia

### Famiglia
Era figlia di Alessio I Gavra, sovrano del Principato di Teodoro in Crimea. Teodoro era noto anche come Gothia perché il suo territorio era appartenuto in precedenza ai Goti di Crimea, che avevano subito l'ellenizzazione sotto l'influenza dell'Impero bizantino. La sua famiglia era quella dei Gavra.
Alessio I era figlio di Stefano Gavra, emigrato a Mosca nel 1391 o 1402 insieme al figlio Gregorio. Il patronimico di Stefano suggerisce che potrebbe essere figlio di Basilio Gavra. La parentela di Stefano con il primo principe di Teodoro conosciuto, Demetrio, è incerta, anche se Demetrio potrebbe essere suo nonno.
I goti nella Crimea (1936) di Alexander Vasiliev ha presentato la teoria secondo cui Demetrio e i suoi successori erano discendenti di Costantino Gabras, dux di Trebisonda all'inizio del XII secolo. Costantino è considerato un nipote di Teodoro Gabras, duca di Trebisonda dell'XI secolo, citato nell'Alessiade di Anna Comnena. Tuttavia la relazione esatta è incerta; Costantino potrebbe anche essere un fratello minore o addirittura un figlio di Teodoro.

### Matrimonio
Maria salpò da Gothia e sposò Davide di Trebisonda nel settembre 1426 a Trebisonda. Un resoconto dello storico Teodoro Spandugino, datato al 1538, nomina la moglie di Davide come Elena Cantacuzena, sorella di Irene Cantacuzena. Spandugino aggiunge che Elena ricevette la visita di suo fratello Giorgio a Trebisonda poco dopo il 1437, il che implica che Maria potrebbe essere morta a quel tempo. D'altra parte, sulla base di un epitaffio composto da Giovanni Eugenico per suo nipote Alessio, morto a Trebisonda, il fratello di Maria, Giovanni, e suo nipote Alessio risiedevano a Trebisonda nel 1447. È improbabile che siano rimasti lì dopo la sua morte e il successivo matrimonio del marito.
Lo storico Thierry Ganchou ha recentemente affermato che, a causa delle discrepanze nei racconti di Spandugino, è possibile che Elena Cantacuzena non sia mai esistita. Ganchou suggerisce invece che Maria sia sopravvissuta al marito e che forse la leggenda della sepoltura solitaria di Davide e dei loro figli da parte di Elena, dopo la conquista ottomana di Trebisonda, possa essere attribuita a Maria.

## Discendenza
I figli di Davide sono stati variamente attribuiti a Maria o a Elena da diverse genealogie. Tra questi, c'erano Basilio, Manuele e Giorgio Comneno, principi decapitati per ordine di Maometto II, sultano dell'Impero ottomano, nel 1463. La loro sorella Anna, quasi sicuramente figlia di Elena, fu prima ostaggio di Maometto II, che poi la sposò a Zagan Pascià, Beilerbei di Macedonia, e poi forse a Sinan Bey, figlio di Elvan Bey. Un'altra figlia avrebbe sposato Mamia II, principe di Guria. Cyril Toumanoff dà Maria, una terza figlia, come moglie di Costantino Morussi.